# Jeff Triplette
Jeff Triplette (* 12. März 1951 in Charlotte, North Carolina) ist ein ehemaliger US-amerikanischer Schiedsrichter im American Football, der von der Saison 1996 bis 2017 in der NFL tätig war. Er trug die Uniform mit der Nummer 42.

## Karriere

### College Football
Vor dem Einstieg in die NFL arbeitete er als Schiedsrichter im College Football in der Southeastern Conference.

### National Football League
Triplette begann im Jahr 1996 seine NFL-Laufbahn als Field Judge. Nachdem Schiedsrichter Jerry Markbreit seinen Rücktritt bekannt gegeben hatte, wurde er zur NFL-Saison 1999 zum Hauptschiedsrichter ernannt. Sein erstes Spiel – die Detroit Lions gegen die Green Bay Packers – leitete er am 19. September 1999.
Im Jahr 2007 war er Ersatzschiedsrichter im Super Bowl XLI.
Nach seinem Rücktritt als Hauptschiedsrichter ernannte die NFL Alex Kemp als Nachfolger.
Nach seiner aktiven Karriere löste er Gerald Austin als Regelanalyst bei ESPN ab.